# Ola Svensson
Ola Svensson (ur. 23 lutego 1986 w Lund) – szwedzki piosenkarz.
W 2005 uczestniczył w programie Idol. Zdobył popularność po wydaniu albumu pt. Given to Fly, z którym dotarł do pierwszego miejsca sprzedaży płyt w Szwecji. W 2010 założył wytwórnię płytową Oliniho Records, która w 2011 podpisała umowy z kilkoma zagranicznymi wytwórniami, takimi jak brytyjska 3Beat Records i amerykańska Ultra Records. W 2011 zwyciężył w konkursie Scandipop, a jego singiel „All Over the World” zdobył tytuł „najlepszego singla od męskiego artysty”.
Zdobył łącznie 11 nominacji do szwedzkich nagród Rockbjörnen. Sprzedał ponad 135 tys. płyt w kraju. W 2010 jego piosenki były grane ponad 12 mln razy na Spotify.

## Życiorys
Urodził się 23 lutego 1986 w uniwersyteckiej miejscowości Lund na południu Szwecji. Jest synem Ann-Christin i Roberta Svenssonów, którzy adoptowali jeszcze dwóch synów z Salwadoru, Jonasa i Daniela.
Od piątego roku życia grał w piłkę nożną i to właśnie z tym sportem wiązał swoją przyszłość. Grał w pierwszoligowym klubie Vasalund. Często śpiewał razem z dziadkiem, którego śmierć mocno przeżył. Uczęszczał także na lekcje gry na pianinie, które były pomysłem jego mamy. Później śpiewał w chórze, gdzie został wybrany do nagrania piosenek do dziecięcego albumu „Älskade Barnvisor”. Jako nastolatek zaśpiewał w szkolnym przedstawieniu, gdzie wypadł świetnie i dostał owacje na stojąco. Dwa lata później zdecydował się na udział w Idolu.

## Kariera
W 2005 wziął udział w szwedzkiej edycji Idola. Dzięki pozytywnym opiniom dostał się do ostatniej, finałowej części programu. Mimo że był jednym z faworytów, zajął dopiero ósme miejsce. Tuż po odpadnięciu z konkursu zadzwonił do niego producent Jonas Saeed, proponując współpracę. Jej efektem było wydanie w maju 2006 debiutanckiego albumu studyjnego Oli pt. Given to fly, który promował singlem „Rain”. Utwór przez pół roku utrzymywał się na wysokich miejscach list przebojów w Szwecji.

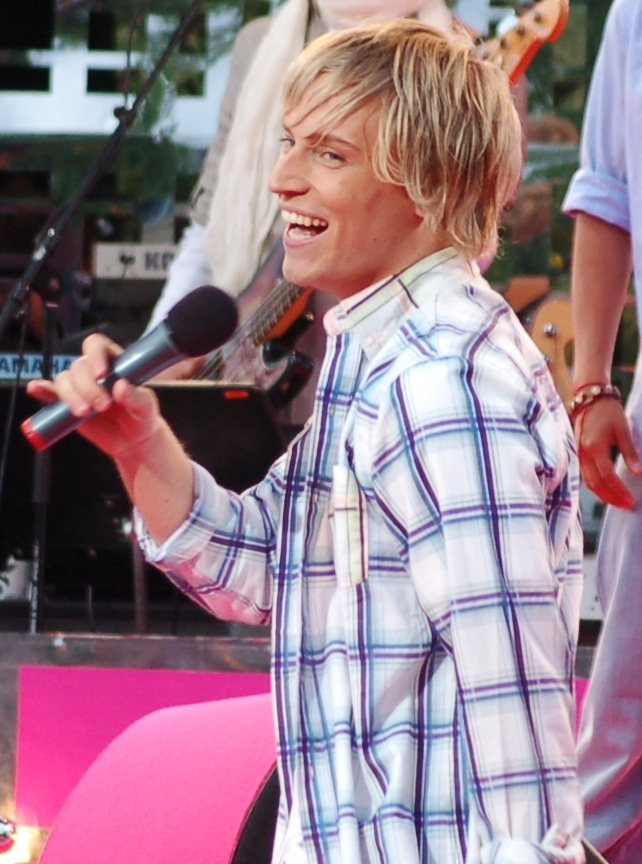
Ola Svensson (2008)

W październiku 2007 wydał drugi album studyjny pt. Good Enough, z którego pochodzą hity „Natalie” i „S.O.S.”. W tym samym roku razem z Molly Sandén nagrał piosenkę „Du är musiken i mig”, będącą szwedzką wersją przeboju „You Are the Music in Me” z filmu High School Musical 2.
Wiosną 2008 z utworem „Love in Stereo” uczestniczył w programie Melodifestivalen 2008, wyłaniającym reprezentanta Szwecji w 53. Konkursie Piosenki Eurowizji, jednak nie dostał się do finału. Również w 2008 wystąpił na Festiwalu Piosenek w Wilnie, w maju wydał reedycję albumu pt. Good Enough – The Feelgood Edition, który promował singlem „Feelgood”, a 22 czerwca wydał singiel „Sky’s the Limit”, który stał się przebojem w Szwecji. W 2009 wystąpił z utworem „S.O.S.” na Sopot Festival, a także otrzymał statuetkę Rockbjörn za najlepszą piosenkę roku („Feelgood”). Latem wziął udział w letniej trasie koncertowej Diggiloo,  podczas której grupa gwiazd gra koncerty w największych miastach. We wrześniu wraz ze fińskim producentem JS16 nagrał utwór „Play Me” na potrzeby musicalu, który miał zostać przedstawiony w Szwedzkim Teatrze w Helsinkach. 3 października rozpoczął się program Körslaget, polegający na rywalizacji chórów prowadzonych przez sławne osoby. Konkurowanie zakończyło się zwycięstwem teamu, którego liderem był Svensson. Pod koniec listopada brał udział w gali świątecznej Julgalan.
6 lutego 2010 wystąpił z piosenką „Unstoppable” w półfinale programu Melodifestivalen i pomyślnie awansował do finału rozgrywanego 13 marca. Zajął w nim siódme miejsce. 3 kwietnia „Unstoppable” uzyskało status złotej płyty i królowało na 1 miejscu szwedzkiej listy top singli. 9 czerwca wydał singiel „Overdrive”, który po kilku godzinach od premiery znajdował się w pierwszej piątce najczęściej kupowanych utworów na iTunes. 15 września wydał trzeci album, zatytułowany po prostu OLΛ. W listopadzie założył markę Ola’s Street Team SE, skupiając się na rozpowszechnianiu muzyki artysty na całym świecie.

## Dyskografia
Albumy
Wszystkie pozycje dotyczą Szwecji.
- 19 października 2005 – „My Own Idol – Idol 2005”
- 31 maja 2006 – „Given to Fly” poz. 1
- 3 października 2007 – „Good Enough” poz. 6'
- 28 maja 2008 – „Good Enough the Feelgood Edition” poz. 2
- 15 września 2010 – „OLΛ” poz. 3

Single
- 19 kwietnia 2006 – „Rain” poz. 1
- 27 września 2006 – „Brothers” poz. 4
- 7 czerwca 2007 – „Natalie” poz. 1 (platyna)
- 29 sierpnia 2007 – „Du är musiken i mig” (Feat. Molly Sandén) poz. 21'
- 24 września 2007 – „S.O.S.” poz. 1 (złoto)
- 9 marca 2008 – „Love In Stereo” poz. 2 (złoto)
- 14 sierpnia 2008 – „Feel Good” poz. 2 (podwójna platyna)
- 22 czerwca 2009 – „Sky’s the limit” poz. 1 (złoto)
- 28 lutego 2010 – „Unstoppable(The Return Of Natalie)” poz. 1 (platyna)
- 9 czerwca 2010 – „Overdrive” poz. 1 (złoto)
- 9 czerwca 2010 – „All Over The World” poz. 3 (złoto)
- 15 września 2010 – „Riot” poz. 3
- 7 maja 2012 - „I'm in love”
- 2013: „Maybe”
- 2013: „Jackie Kennedy”
- 2013: „Tonight I'm Yours”
- 2014: „Rich & Young"